# Night Warriors: Darkstalkers' Revenge (videogioco)
Night Warriors: Darkstalkers' Revenge (ヴァンパイア ハンター ダークストーカーズ レベンジ? Vampire Hunter: Darkstalkers' Revenge) è un videogioco arcade del 1995 sviluppato e pubblicato da Capcom. Secondo capitolo della serie di picchiaduro a incontri Darkstalkers, il gioco è stato successivamente convertito per Sega Saturn. Dal videogioco è stata poi tratta una serie OVA anime di quattro episodi con il medesimo titolo del gioco.
Il gioco è incluso nelle raccolte Vampire: Darkstalkers Collection, pubblicata nel 2005 per PlayStation 2, e Darkstalkers Resurrection, disponibile dal 2013 per PlayStation Network e Xbox Live

## Modalità di gioco
Night Warriors: Darkstalkers' Revenge presenta gli stessi personaggi del titolo precedente a cui si aggiungono due cacciatori di vampiri, Donovan Baine e Hsien-Ko.

### Personaggi
- Demitri Maximoff
- Morrigan Aensland
- Felicia (Catwright)
- Hsien-Ko (Lei-Lei)
- Jon Talbain (Gallon)
- Victor von Gerdenheim
- Lord Raptor (Zabel Zarock)
- Anakaris
- Rikuo (Aulbath)
- Oboro Bishamon
- Sasquatch
- Huitzil (Phobos)
- Pyron
- Donovan Baine